# Dziewiszewo
Dziewiszewo (deutsch Kühnort) ist eine Siedlung (polnisch osada) in der polnischen Woiwodschaft Ermland-Masuren, die zur Landgemeinde Giżycko (Lötzen) im Powiat Giżycki (Kreis Lötzen) gehört.

## Geographische Lage
Dziewiszewo liegt am Nordufer des Kühnorter Sees (polnisch Jezioro Dziewiszewskie) im Nordosten der Woiwodschaft Ermland-Masuren. Die einstige Kreisstadt Angerburg (polnisch Węgorzewo) ist 19 Kilometer in nordöstlicher Richtung entfernt, die heutige Kreisstadt Giżycko liegt zwölf Kilometer in östlicher Richtung.

## Geschichte
Kühnort wurde bereits 1496 gegründet und war bis 1945 ein Gutsvorwerk mit ein paar Gehöften, zwei Kilometer südöstlich des Gutes Doben (polnisch Doba) gelegen.
Im Jahr 1874 wurde das kleine Dorf dem Amtsbezirk Doben zugeteilt, der zum Kreis Angerburg im Regierungsbezirk Gumbinnen der preußischen Provinz Ostpreußen gehörte. Im Jahr 1910 zählte Kühnort 54 Einwohner.
Am 30. September 1928 wurde in die Landgemeinde Kühnort der Gutsbezirk Doben eingemeindet, allerdings ohne die Insel Kirsaiten (polnisch Kirsajty). Am 8. Mai 1930 wurde die Landgemeinde Kühnort in Doben umbenannt.
1945 kam der Ort in Kriegsfolge mit dem gesamten Ostpreußen zu Polen. Hier wurden beide Orte wieder eigenständig, und das ehemalige Kühnort erhielt die polnische Bezeichnung Dziewiszewo. Heute ist der Ort eine Ortschaft im Verbund der Landgemeinde Giżycko (Lötzen), nicht mehr dem Kreis Angerburg, sondern dem Powiat Giżycki (Kreis Lötzen) zugeordnet, bis 1998 zur Woiwodschaft Suwałki, seither zur Woiwodschaft Ermland-Masuren gehörig.

## Religionen
Kühnort war bis 1945 in den Pfarrsprengel der Kirche Doben der evangelischen Pfarrei Rosengarten/Doben (polnisch Radzieje/Doba) in der Kirchenprovinz Ostpreußen der Evangelischen Kirche der Altpreußischen Union und in die katholische Kirche Zum Guten Hirten Angerburg im Bistum Ermland eingepfarrt.
Heute gehört Dziewiszewo zur katholischen Pfarrei Kamionki (Kamionken, 1928–1945 Steintal) mit der Filialkapelle Doba im Bistum Ełk (Lyck) der Römisch-katholischen Kirche in Polen. Die evangelischen Kirchenglieder orientieren sich zu den Pfarreien Giżycko (Lötzen) oder Kętrzyn (Rastenburg), beide zur Diözese Masuren der Evangelisch-Augsburgischen Kirche in Polen zugehörig.

## Verkehr
Dziewiszewo liegt an einer Nebenstraße, die am Ufer des Dobensees (polnisch Jezioro Dobskie) entlangführt und die Orte Radzieje (Rosengarten), Pilwa (Pilwe) und Doba (Doben) mit Kamionki (Kamionken, 1928–1945 Steintal) verbindet. Ein Bahnanschluss existiert nicht.